# Pat Harrington Jr.
Daniel Patrick Harrington Jr., detto Pat (New York, 13 agosto 1929 – Los Angeles, 6 gennaio 2016), è stato un attore statunitense, noto soprattutto per aver preso parte alla serie TV Giorno per giorno.

## Biografia
Figlio dell'attore e cantante Pat Harrington Sr., iniziò a esibirsi sulle scene proprio col padre. Al rientro dopo aver combattuto nella guerra di Corea, si esibì a Broadway e durante gli anni cinquanta recitò anche in numerose serie televisive, tra le quali Make Room for Daddy (1959-1960).
Dalla prima metà degli anni sessanta recitò in numerosi film quali Letti separati (1963) e Fammi posto tesoro (1963) e serie televisive. Prestò inoltre la sua voce a tantissimi cortometraggi d'animazione, contribuendo in particolare alla realizzazione della serie The Inspector, tra il 1965 e il 1969, e Aspettando il ritorno di papà nel periodo 1972-1973.
Deve il grande successo all'interpretazione di Dwayne F. Schneider nella serie Giorno per giorno, alla quale prese parte dal 1975 al 1984, recitando in 200 episodi e vincendo nel 1981 il Golden Globe per il miglior attore non protagonista in una serie. Fu candidato altre tre volte ai Golden Globe televisivi, sempre grazie a Giorno per giorno, in diverse categorie nel 1979, nel 1982 e nel 1983. Nel 1984 vinse il Premio Emmy.
Dopo molti anni di assenza dal grande schermo, nel 2001 tornò a recitare nel film Fuoco sulla città. Nel corso della sua carriera, tra interpretazioni come, attore per la TV e il cinema e di doppiatore per i cartoni animati, ha all'attivo circa 160 lavori.

## Filmografia parziale

### Cinema
- Letti separati (The Wheeler Dealers), regia di Arthur Hiller (1963)
- Fammi posto tesoro (More Over, Darling), regia di Michael Gordon (1963)
- 3 "fusti", 2 "bambole" e... 1 "tesoro" (Easy Come, Easy Go), regia di John Rich (1967)
- La folle impresa del dottor Schaefer (The President's Analyst), regia di Theodore J. Flicker (1968)
- Il computer con le scarpe da tennis (The Computer Wore Tennis Shoes), regia di Robert Butler (1969)
- Mafiosi di mezza tacca e una governante dritta (Every Little Crook and Nanny), regia di Cy Howard (1972)
- Il candidato (The Candidate), regia di Michael Ritchie (1972)

### Televisione
- The Alcoa Hour – serie TV, episodio 1x20 (1956)
- Il ragazzo di Hong Kong (Kentucky Jones) – serie TV, episodio 1x07 (1964)
- Mr. Novak – serie TV, episodio 2x27 (1965)
- Capitan Nice (Captain Nice) – serie TV, episodio 1x11 (1967)
- The Outsider – serie TV, episodi 1x08-1x24 (1968-1969)
- I giorni di Bryan (Run for Your Life) – serie TV, episodio 2x22 (1967)
- Savage, regia di Steven Spielberg – film TV (1973)
- Colombo (Columbo) – serie TV, episodio 4x01 (1974)
- Ellery Queen – serie TV, episodio 1x05 (1975)
- Giorno per giorno (One Day at a Time) – serie TV, 209 episodi (1975-1984)
- La signora in giallo (Murder, She Wrote) – serie TV, 4 episodi (1985-1991)

## Doppiatori italiani
- Oreste Lionello in Letti separati
- Sergio Tedesco in 3 "fusti", 2 "bambole" e... 1 "tesoro"
- Gianfranco Bellini in Giorno per giorno